# Bétaillère

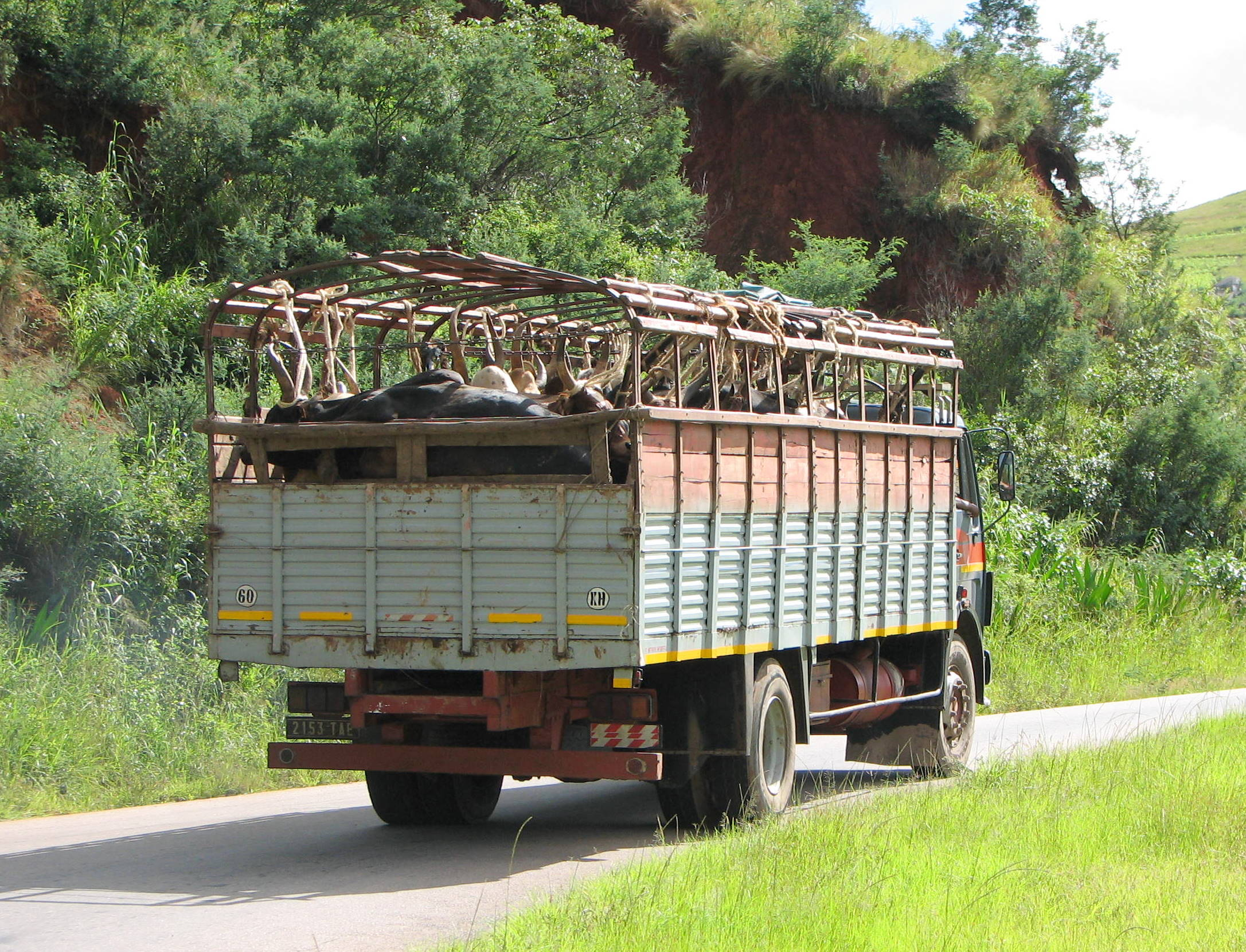
Une bétaillère transportant des zébus à Madagascar.

Une bétaillère  (prononcé [betajε:ʀ]) est un véhicule routier, généralement un camion, voire un van ou une simple remorque, utilisés pour assurer le transport d'animaux.

## Définition
Le CNRTL définit la bétaillère comme « un véhicule, camion ou remorque, qui sert au transport du bétail pour les foires » et le dictionnaire Larousse comme « un véhicule, remorque pour le transport du bétail ».

## Législation
En Europe, les bétaillères en tant que véhicules assurant le transport d'animaux vivants sont soumis à une législation stricte, liée à la « Convention européenne pour la protection des animaux en transport international » et aux « Règles européennes relatives au bien-être des animaux pendant le transport ».

## Véhicules

### Camion bétaillère

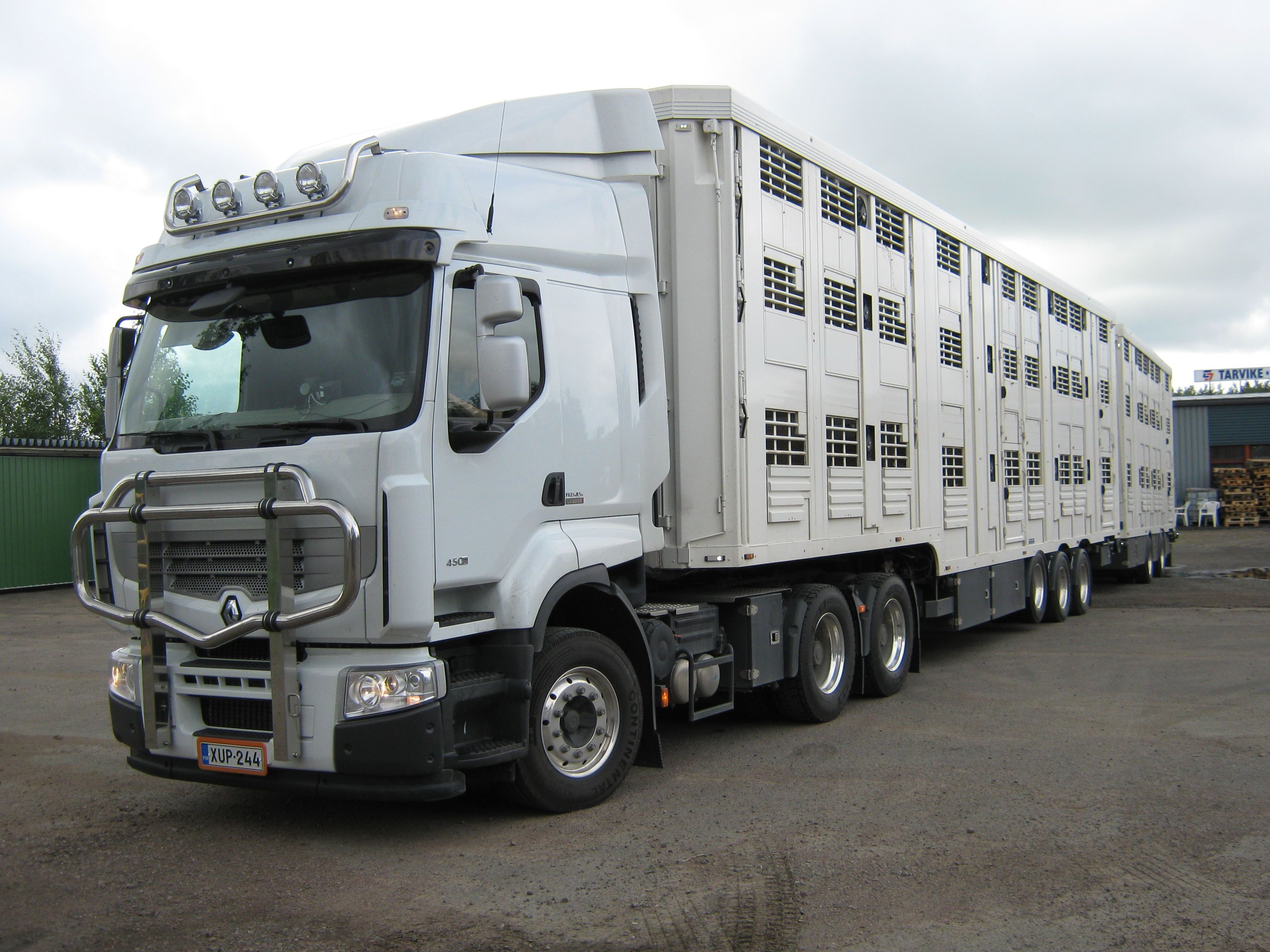
Camion bétaillère Renault

Un camion bétaillère est un véhicule poids lourd généralement destiné au transport de bétails (bovins, équidés, ovins, porcins, volailles) et au transport de tous les animaux de façon plus large. Ce type de véhicule, très répandu en Europe, est classé dans la catégorie des semi-remorques. Les principaux fabricants européens sont Renault Trucks, Iveco Trucks, Volvo Trucks, Scania, Daf, Mercedes et Scania.

### Remorque bétaillère

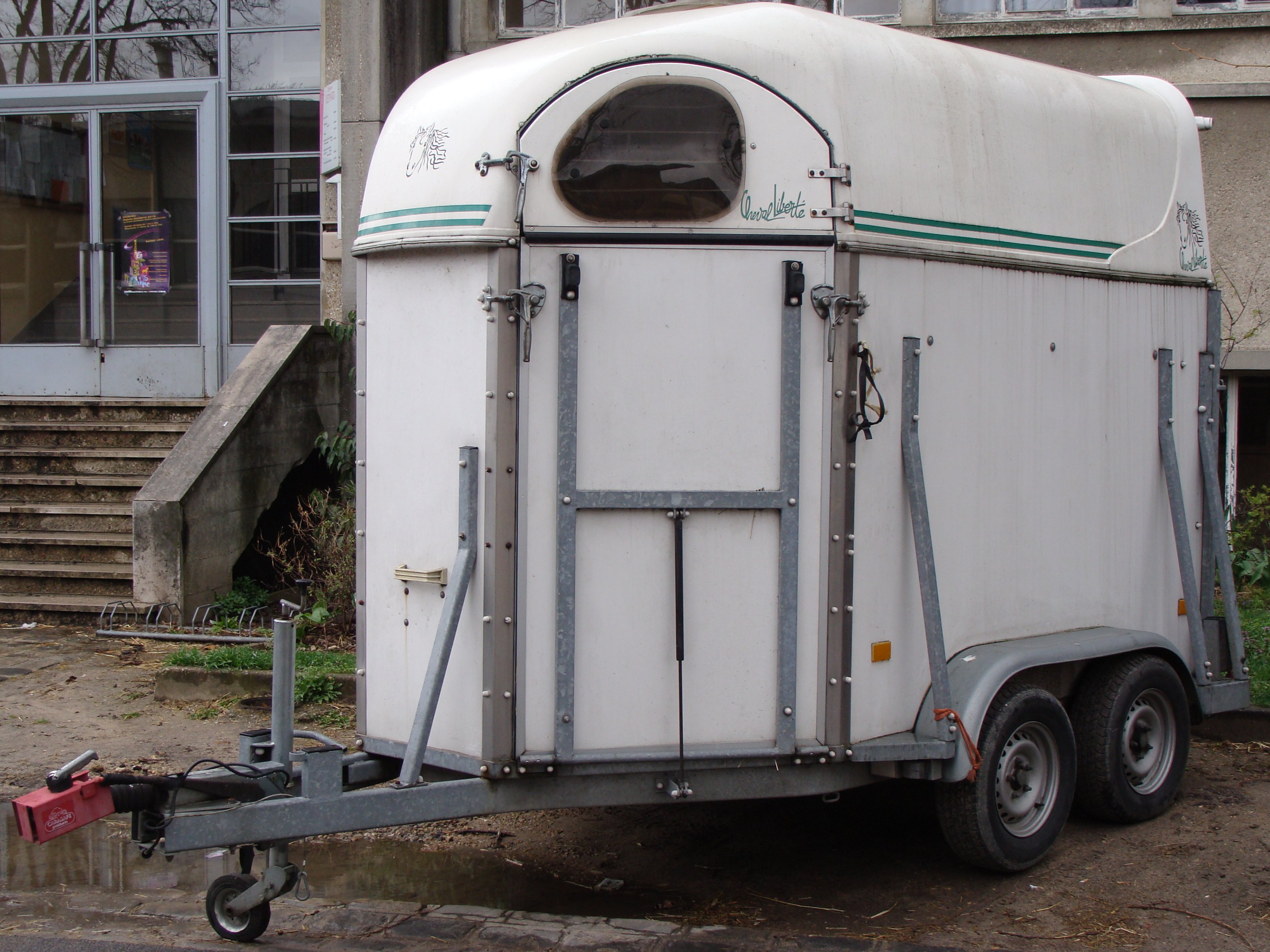
Van remorque destiné au transport des chevaux.

Une remorque bétaillère est un véhicule agricole non motorisé servant au transport d’animaux. Tirées par tout type de véhicules à moteur (voiture, camionnette, camion, tracteur), les remorques sont utilisées par les professionnels de l’agriculture et de l’élevage dans le cadre de leur exploitation.
Les vans à chevaux sont des remorques spécialisés pour assurer le transport des chevaux ou tout autre type d'équidés. Ces vans peuvent être remorqués par tout type de véhicules.

## Dans la culture populaire
- Dans le film, Les Choses de la vie (1970), le personnage central (interprété par Michel Piccoli) est victime d'un grave accident de la route : roulant trop vite, il percute une bétaillère qui a calé au milieu d'une intersection.
- Dans le film Mon ami Joe (1998), un camion bétaillère transporte le gorille géant, Joe, dans un refuge à Los Angeles. Quand Joe est sur le point d'être euthanasié pour avoir saccagé le gala, l'héroïne, Jill Young (interprétée par Charlize Theron) et le personnel du refuge fait discrètement sortir Joe du bunker dans un camion bétaillère (peut-être le même) conduit Strasser (interprété par Rade Šerbedžija) et son acolyte, Garth (interprété par Peter Firth), pour le ramener en Afrique. Sur le chemin de l'aéroport, Jill découvre que Strasser est le braconnier qui a tué sa mère et saute du camion. Après l'avoir vu, Joe fait basculer le camion sur le côté avant de s'enfuir.